# Vivo Y20
Vivo Y20 — лінія смартфонів, розроблених компанією Vivo, що відносяться до серії Y. Лінія складається з моделей Vivo Y20, Y20i, Y20s, Y20 2021, Y20A, Y20G та Y20T. Vivo Y20 та Y20i були представлені в Індії 26 серпня 2020 року, Y20s — 19 жовтня 2020 року, Y20 2021 та Y20A — 30 грудня 2020 року, Y20G ― 19 січня 2021 року, а Y20T ― 11 жовтня 2021 року.
Моделі Y20 та Y20i є практично повністю ідентичними окрім кількості пам'яті та варіантами кольорів.
В Китаї 26 жовтня 2020 року Vivo Y20s був представлений як Vivo Y30 (не плутати з глобальним Vivo Y30).
Vivo Y20 2021 є ідентичною моделлю до Vivo Y20, окрім процесора та відсутності підтримки швидкої зарядки.
У Філіппінах 10 квітня 2021 року Vivo Y20G був представлений як Vivo Y20s [G].
В Україні офіційно продається тільки Vivo Y20.

## Дизайн
Екран виконаний зі скла. Корпус виконаний з глянцевого пластику.
Знизу знаходяться роз'єм microUSB, динамік, мікрофон та 3.5 мм аудіороз'єм. З лівого боку розташований слот під 2 SIM-картки і карту пам'яті формату microSD до 256 ГБ. З правого боку розміщені кнопки регулювання гучності та кнопка блокування смартфону, в яку вбудований сканер відбитків пальців.
В Україні Vivo Y20 продається в кольорах Вулканічний чорний та Неоновий синій. Також смартфон існує в кольорі Dawn White (білий).
Vivo Y20s продається в 3 кольорах: Вулканічний чорний, Неоновий синій та Purist Blue (блакитний).
Vivo Y30 продається в 3 кольорах: Вулканічний чорний, Dawn White (білий) та Purist Blue (блакитний).
Vivo Y20G та Y20T продаються в кольорах Вулканічний чорний та Purist Blue (блакитний).
Всі інші моделі продаються в кольорах Неоновий синій та Dawn White (білий).

## Технічні характеристики

### Платформа
Vivo Y20, Y20i та Y20s отримали процесор Qualcomm Snapdragon 460 та графічний процесор Adreno 610.
Vivo Y20 2021 отримав процесор MediaTek Helio P35 та графічний процесор PowerVR GE8320.
Vivo Y20A отримав процесор Qualcomm Snapdragon 439 та графічний процесор Adreno 505.
Vivo Y20G отримав процесор MediaTek Helio G80 та графічний процесор Mali-G52 MC2.
Vivo Y20T отримав процесор Qualcomm Snapdragon 662 та графічний процесор Adreno 610.

### Батарея
Батарея отримала об'єм 5000 мА·год. Також всі моделі крім Y20 2021 та Y20A отримали підтримку швидкої зарядки на 18 Вт.

### Камери
Смартфони отримали основну потрійну камеру 13 Мп, f/2.2 (ширококутний) + 2 Мп, f/2.4 (макро) + 2 Мп, f/2.4 (сенсор глибини) з фазовим автофокусом та здатністю запису відео в роздільній здатності 1080p@30fps. Фронтальна камера отримала роздільність 8 Мп, світлосилу f/1.8 (ширококутний) зі здатністю запису відео в роздільній здатності 1080p@30fps.

### Екран
Екран IPS LCD, 6.51", HD+ (1600 × 720) зі щільністю пікселів 270 ppi, співвідношенням сторін 20:9 та краплеподібним вирізом під фронтальну камеру.

### Пам'ять
Vivo Y20 продається в комплектаціях 4/64 та 6/64 ГБ. В Україні доступна тільки версія 4/64 ГБ.
Vivo Y20 2021 продається в комплектації 4/64 ГБ.
Vivo Y20i та Y20A продаються в комплектації 3/64 ГБ.
Vivo Y20G продається в комплектаціях 4/64 та 6/128 ГБ.
Vivo Y20s [G] продається в комплектаціях 6/128 ГБ.
Vivo Y20s продається в комплектаціях 4/128, 6/128 та 8/128 ГБ.
Vivo Y20T продається в комплектації 6/64 ГБ.
Vivo Y30 продається в комплектації 8/12  ГБ.

### Програмне забезпечення
Vivo Y20, 20i та 20s були випущені на FuntouchOS 10.5, а Y20 2021 та Y20A — на FuntouchOS 11. Обидві оболонки працюють на базі Android 10.
Vivo Y20s [G] був випущений на FuntouchOS 11, а Y20T — на FuntouchOS 11.1. Обидві оболонки працюють на базі Android 11.